# Lamprocryptus ruficoxa
Lamprocryptus ruficoxa är en stekelart som beskrevs av Szepligeti 1916. Lamprocryptus ruficoxa ingår i släktet Lamprocryptus och familjen brokparasitsteklar. Inga underarter finns listade i Catalogue of Life.